# Herb Dukli
Herb Dukli – jeden z symboli miasta Dukla i gminy Dukla w postaci herbu.

## Wygląd i symbolika
Herb przedstawia w białym polu trzy rogi myśliwskie koloru czarnego, ułożone w roztrój (w „młynek”). Okucia rogów oraz ich paski są koloru złotego.
Herb nawiązuje do herbu rodowego Trąby używanego przez rodzinę Jordanów, założycieli miasta.

## Historia
Motyw trąb występuje na pieczęciach miejskich Dukli od XVI wieku.